# 은행정로
은행정로는 서울특별시 양천구 신정동 목동아파트 9단지 앞에서 시작하여 국회대로에서 끝나는 도로이다.

## 연결 및 교차 도로
시점에서는 중앙로32길과 만나고, 종점에서는 국회대로와 만난다.
신월로, 오목로, 신정중앙로와 교차한다.

## 주요 건물 및 시설
신서고등학교 (서울특별시 양천구 은행정로 42)
서울영상고등학교